# Омер Шипрага
Омер Шипрага (нар. 7 січня 1926, Шипраге — помер 7 квітня 2012 року) — партизан, разом із братом Мустафою, один із перших партизанів Другої світової війни в муніципалітеті Шипраге.

## Біографія
Омер Шипрага народився в 1926 році в аристократичній сім'ї Муйо Шипрага, прямого нащадка одного із засновників поселення, сьогодні відомого як громада Шипраге. Вихований у люблячій родині, в молодому віці був схильний протистояти насильству жандармерії в Королівстві Югославія, а потім приєднанню Боснії та Герцеговини до Незалежної Держави Хорватії.
|  | Така робота також вплинула на масовий відгук молоді вступати до лав пролетарських бригад та новостворених партизанських військ. Тоді було відновлено осередки Комуністичної молоді та національно-визвольних комітетів. Масивні осередки комуністів були посилені та розширені. У Шипраге секретарем був Омер Шипрага, в Скендер-Вакуфі Йованка Црноркович, а в Масловаре - Невенка Петрич. У звільненому Котор-Вароші була створена Комуністична молодіжна спілка, в якій секретарем був Адван Хозич, члени - Арфан Хозич, Мустафа Караселімович, Теуфік Корич-Туфко, Драго Лубурич і Власта Тврз |